# Embaixada da Tchéquia em Brasília
A Embaixada da Tchéquia em Brasília é a principal representação diplomática tcheca no Brasil. A antiga Tchecoslováquia foi uma das primeira nações a se instalar na cidade.
Está localizada na quadra SES 805, Lote 21A, no Setor de Embaixadas Sul, na Asa Sul - o lote 21 foi dividido com a Eslováquia quando esta e a Tchéquia se separaram. A atual embaixadora é Sandra Lang Linkensederová, no cargo desde março de 2018.

## História

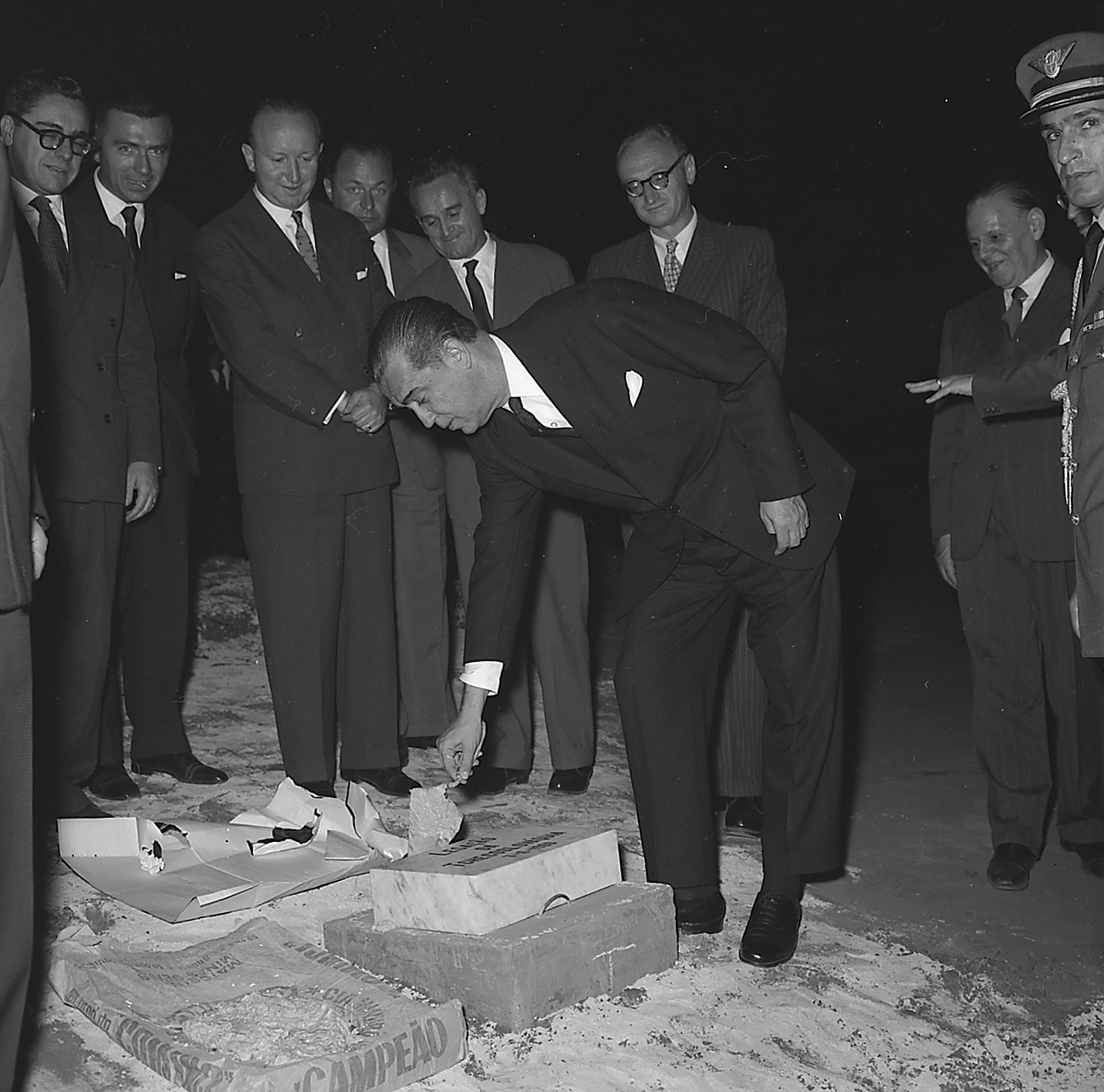
O presidente brasileiro Juscelino Kubitschek no lançamento da pedra fundamental da embaixada da então Checoslováquia

No passado, o Brasil foi o primeiro país a reconhecer a Checoslováquia, iniciando as relações entre os dois países. A antiga nação, como outros países, recebeu de graça um terreno no Setor de Embaixadas Sul na época da construção de Brasília, medida que visava a instalação mais rápida das representações estrangeiras na nova capital. Foi a segunda nação a iniciar as obras, após a Embaixada dos Estados Unidos, e uma das primeiras a se instalar no local.
As obras aconteceram em duas etapas, com a chancelaria e a residência para os diplomatas sendo feita em dois anos, entre 1963 e 1965. Os projetos dessa etapa foram feitos pelos arquitetos Karel Filsak, Karel Bubeníček, Jan Šrámek e Jiří Louda. Mais tarde foi feita a residência do embaixador entre 1973 e 1976. Quando a Checoslováquia se dividiu pacificamente em Chéquia e Eslováquia em 1993, o terreno e os edifícios também foram divididos: a residência para os diplomatas se tornou a Embaixada da Chéquia, na parte A do lote 21. A chancelaria e a residência do embaixador passaram a ser a Embaixada da Eslováquia, na parte B do mesmo lote.

## Serviços
A embaixada realiza os serviços protocolares das representações estrangeiras, como o auxílio aos checos que moram no Brasil e aos visitantes vindos dos República Checa e também para os brasileiros que desejam visitar ou se mudar para o país europeu - estima-se em 550 brasileiros vivendo na Chéquia. A Embaixada de Brasília divide parte de suas tarefas com o Consulado Geral de São Paulo, que fica responsável pelo Sul, Sudeste e Mato Grosso do Sul. Além da embaixada, a Chéquia conta com mais oito consulados honorários, além do de São Paulo: no Rio de Janeiro, no Recife, em Salvador, em Fortaleza, em Curitiba, em Vitória, em Belo Horizonte e em Batayporã - esta última, uma cidade fundada por checos no Mato Grosso do Sul.
Outras ações que passam pela embaixada são a relação diplomática com o governo brasileiro nas áreas política, econômica, cultural e científica. O Brasil é considerado o parceiro mais importante da Chéquia na América Latina.